# مانوئلا شوازیگ
مانوئلا شوازیگ (آلمانی: Manuela Schwesig؛ زادهٔ ۲۳ مهٔ ۱۹۷۴) سیاستمدار اهل آلمان و عضو حزب سوسیال دموکرات این کشور است. او از ۴ ژوئیه ۲۰۱۷ نخست‌وزیر ایالت مکلنبورگ-فورپومرن و رئیس حزب سوسیال دموکرات آلمان در این ایالت است.
او از ۱۷ دسامبر ۲۰۱۳ تا زمان کسب پست نخست‌وزیریِ ایالتِ مکلنبورگ-فورپومرن، وزیر خانواده، جوانان، زنان و سالمندان آلمان در کابینه آنگلا مرکل بود.
پیشتر او از ۶ اکتبر ۲۰۰۸ تا زمان احراز مقام وزارت خانواده، جوانان، زنان و سالمندان، در ایالت مکلنبورگ-فورپومرن وزیر سلامتی، بهداشت و امور اجتماعی بود.
مانوئلا شوازیگ، همچنین جوان‌ترین وزیر کابینه آنگلا مرکل بود.